# Eyci and Cody
Eyci and Cody es un dúo chileno de reggaetón fundada en 2008, integrado por los hermanos Ángel («Eyci») y Edgard Cortez Díaz («Cody»), originarios de Los Andes, Región de Valparaíso, Chile bajo el nombre "Rsi and Cody" hasta junio del 2009, donde Angel (Eyci) adoptó dicho nombre, bautizándose el dúo ese año como "Eyci and Cody". Su primer disco titulado Te amo con locura fue lanzado el  14 de noviembre de 2011, sus mayores éxitos son sus sencillos «Amémonos a escondidas» y «Te amo con locura». En 2013 presentaron su segundo álbum. En 2024 volvieron, con la remezcla de la canción «Amémonos a escondidas» junto al cantante de reggaetón Bayron Fire.

## Carrera

### 2008-2009 (Rsi And Cody)
En el año 2008 el grupo inicia su trayectoria bajo el nombre de Rsi and Cody. En sus inicios el grupo se desenvolvió desarrollando distintos estilos musicales, tales como el pop, las baladas trabajadas con armonía de voces y R&B. El primer sencillo oficial del grupo se tituló como "Tu Mejor Amante" el cual lanzaron en julio de 2008. Ese mismo mes sacaron su segundo sencillo llamado "Pégate", el cual sonó muy fuerte en las radios y discotecas nacionales de Chile. Durante lo que quedaba del 2008 y hasta junio de 2009 sacaron sencillos bajo ese seudónimo hasta que Ángel (Rsi) cambia su nombre a "Eyci", con lo cual el nombre del grupo cambia parcialmente y desde ahí se hacen llamar con el seudónimo de "Eyci and Cody".

### 2009–2011 (Nacimiento y la era dorada de Eyci and Cody)
En 2009, comenzaron a incursionar poco a poco en el reguetón, estilo con el cual lograron ser popularmente conocidos en Chile gracias a un concurso del programa Pegao a las sábanas de Radio Carolina, lanzando la canción «Amémonos a escondidas», lograron ser catalogados como Grupo Revelación 2009/2010 de Reguetón en Chile. 
Durante el 2010, y el lanzamiento de una serie de canciones que lograron ser exitosas radialmente, iniciaron una serie de presentaciones en pubs, discoteques y diferentes masivos en el país. Además de comenzar su difusión en televisión promocionando sus sencillos. Esto los llevó a presentarse en la Teletón 2010 y 2011. Tras varios lanzamientos, liberan al mercado el sencillo «Te amo con locura», el cual logró un gran éxito. Sin embargo, el mayor punto comercial que logró la canción  fue tras la utilización de este tema, como el opening de la teleserie Aquí mando yo de Televisión Nacional de Chile, consiguiendo que la canción se convirtiera en su mayor éxito a la fecha, llegando al número 3 en Chile y permaneciendo por más de ochenta semanas en el Top 100 de las canciones más escuchadas y vendidas en el país. Finalmente el 14 de noviembre de ese año lanzaron su álbum debut llamado Te amo con locura.

### 2012–2014

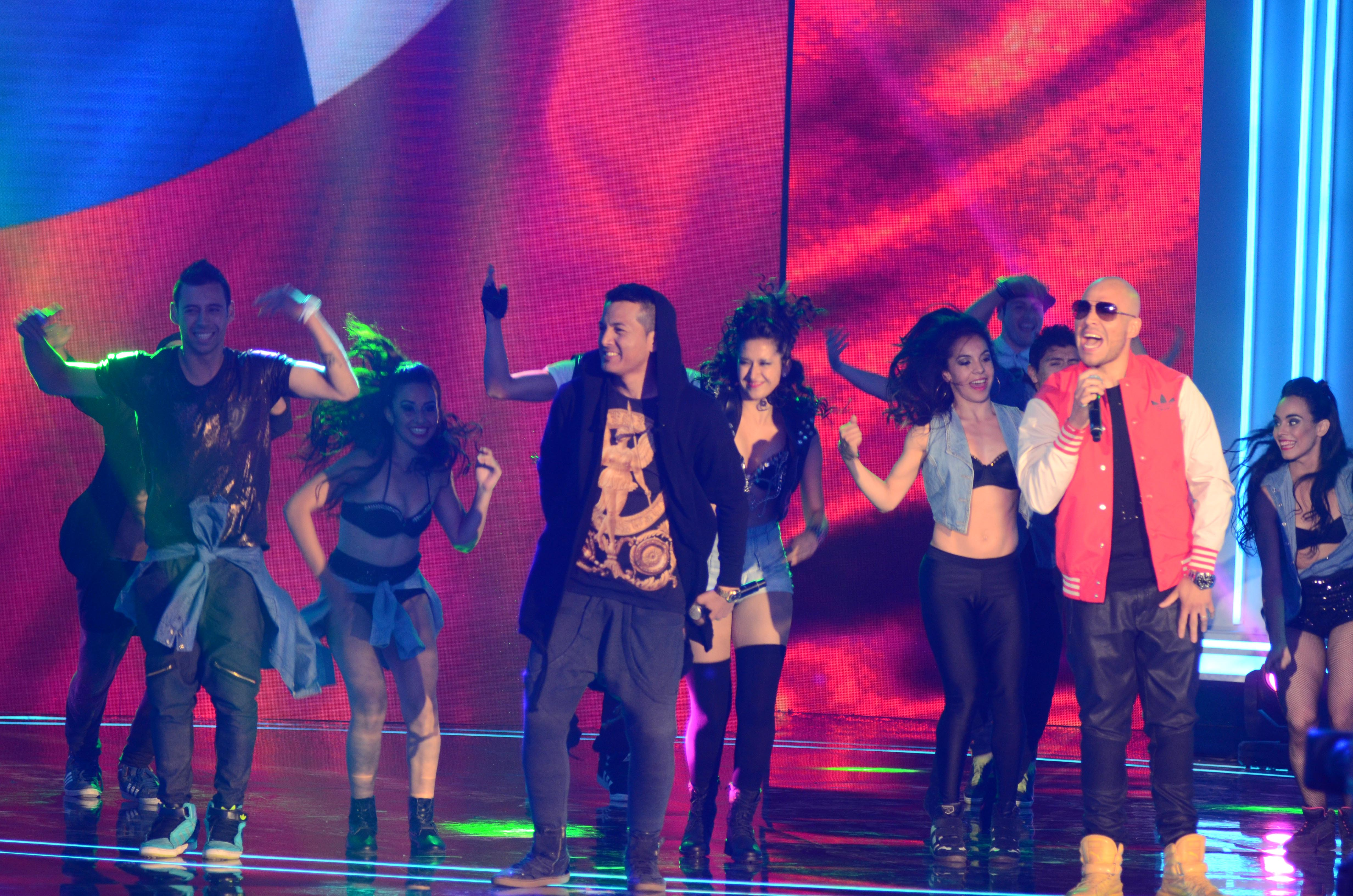
Eyci and Cody en la Teletón 2014.

A principios de 2012, participaron del Festival de Iquique y lanzaron el sencillo «Ay amor», el primero desprendido del segundo álbum del dúo, consiguiendo una mediana recepción en los medios y radios. En la última semana de junio de 2012, estrenaron dos sencillos promocionales llamados «Pa' conquistarte» y «Here with me», este último es la primera incursión del grupo cantando en idioma inglés, además de mezclar ritmos pop dance con sintetizadores electrónicos.
En 2013 lanzaron el álbum Amantes, del cual destaca el tema «Tu amante» que causó furor en todas las radios juveniles de Chile y luego lanzaron el video oficial de «Zumba tus caderas».
En 2014, el grupo protagonizó y compuso el tema central de la Teletón.

## Controversias
En 2017, Edgard Michel Cortez Díaz («Cody»), junto a Kevin Franco Cortez Díaz (hermano del cantante) y Manuel Octavio Arriaza Sáez fueron acusados y detenidos por asalto a mano armada a un bombero de un servicentro de la comuna de Los Andes, al cual le robaron $85.000. Fueron atrapados en San Felipe en un salón de pool llamado "El audaz". Carabineros de Chile dio con el vehículo estacionado y procesaron la detención, encontraron dos pistolas a fogueo junto a ellos. La participación de los tres detenidos en el asalto fue corroborada por imágenes de cámaras de seguridad del servicentro, “donde se confirma además la patente del vehículo en el que se movilizaban”. Los tres sujetos fueron formalizados por el delito de robo con intimidación consumado, “resolviendo el Tribunal la prisión preventiva para los tres detenidos, tras acoger la solicitud del Ministerio Público en términos de considerar que ellos configuran un peligro para la seguridad de la sociedad a partir de la conducta desplegada y la penalidad que tiene el delito asignada”. El abogado defensor de los imputados, Cristóbal Romero, señaló que apelarán a la prisión preventiva fijada de tres meses para el término de la investigación de la causa.

## Discografía

### Álbumes de estudio
| Título            | Detalles del álbum                                                                           |
| ----------------- | -------------------------------------------------------------------------------------------- |
| Te amo con locura | - Lanzamiento: 14 de noviembre de 2011 - Sello: Feria Music - Formatos: CD, Descarga digital |
| Amantes           | - Lanzamiento: 24 de agosto de 2013 - Sello: Feria Music - Formatos: CD, Descarga digital    |

### Sencillos
| Año                                                                    | Título                  | Máxima posición | Álbum             |
| Año                                                                    | Título                  | CHI             | Álbum             |
| ---------------------------------------------------------------------- | ----------------------- | --------------- | ----------------- |
| 2009                                                                   | «Amémonos a escondidas» | 5               | Te amo con locura |
| 2010                                                                   | «Mujeres»               | 28              | Te amo con locura |
| 2010                                                                   | «Te amo con locura»     | 3               | Te amo con locura |
| 2011                                                                   | «Verano salvaje»        | 57              | Te amo con locura |
| 2011                                                                   | «No me dejes»           | 37              | Te amo con locura |
| 2011                                                                   | «Esa nena quiere»       | 30              | Te amo con locura |
| 2012                                                                   | «Ay amor»               | 43              | Amantes           |
| 2012                                                                   | «Pa' conquistarte»      | —               | Amantes           |
| 2012                                                                   | «Here with me»          | 50              | Amantes           |
| 2013                                                                   | «Tu amante»             | 4               | Amantes           |
| 2014                                                                   | «Tu juguete»            | 4               |                   |
| 2015                                                                   | «Si tú me llamas»       |                 |                   |
| "—" significa que la canción no fue lanzada o no apareció en la lista. |                         |                 |                   |

#### Sencillos promocionales
| Año                                                                    | Título               | Máxima posición | Álbum             |
| Año                                                                    | Título               | CHI             | Álbum             |
| ---------------------------------------------------------------------- | -------------------- | --------------- | ----------------- |
| 2009                                                                   | «Te veo en la disco» | 43              | Canción sin álbum |
| "—" significa que la canción no fue lanzada o no apareció en la lista. |                      |                 |                   |

### Sencillos Rsi And Cody
- Tu mejor amante (2008)
- Pégate (2008)
- Dile a él (2008)
- Porque tú eres así (2008)
- Yo sé que quieres reggaeton (2009)
- Lo resolvemos entre sábanas (2009)